# Batarà de capell puntejat
El batarà de capell puntejat (Dysithamnus puncticeps) és una espècie d'ocell de la família dels tamnofílids (Thamnophilidae).

## Hàbitat i distribució
Habita el sotabosc de la selva pluvial de les terres baixes al sud-est de Costa Rica, Panamà, oest de Colòmbia i oest d'Equador.